# آرتم بوندارنکو
ارتم بوندارنکو (اوکراینی: Артем Юрійович Бондаренко؛ زادهٔ ۲۱ اوت ۲۰۰۰) بازیکن فوتبال اهل اوکراین است.
از باشگاه‌هایی که در آن بازی کرده‌است می‌توان به باشگاه فوتبال شاختار دونتسک اشاره کرد.
وی همچنین در تیم‌های ملی فوتبال Ukraine national under-19 football team و زیر ۲۱ سال اوکراین بازی کرده‌است.